# Michele Cecchini
Michele Cecchini (3. ožujka 1920. – 26. travnja 1989.) bio je talijanski prelat Katoličke Crkve koji je cijelu svoju karijeru posvetio diplomatskoj službi Svete Stolice. Nadbiskupom je postao 1969., a od 1969. do smrti obnašao je službu apostolskog nuncija.

## Životopis
Michele Cecchini rođen je 3. ožujka 1920. u Lammariju u Italiji. Za svećenika biskupije Lucca zaređen je 2. srpnja 1944. godine.
Kako bi se pripremio za diplomatsku karijeru, upisao je Papinsku crkvenu akademiju 1949. godine. U diplomatsku službu stupio je 1951. godine.
Dana 26. veljače 1969. papa Pavao VI. imenovao ga je naslovnim nadbiskupom Akvileje i apostolskim pronuncijem na Madagaskaru. Dana 1. ožujka 1969. imenovan je apostolskim pronuncijem na Mauricijusu.
Papa Ivan Pavao II. imenovao ga je 18. lipnja 1976. apostolskim pronuncijem u Jugoslaviji.
Dana 4. prosinca 1984. papa Ivan Pavao imenovao ga je apostolskim nuncijem u Austriji.
Umro je od raka 26. travnja 1989. godine.